# 下垣真香
下垣 真香（しもがき まどか、1991年12月15日 - ）は、日本の女優。岡山県出身。元レプロエンタテインメント（ネクストスター）所属。9nineの元メンバー。
趣味はダンス、歌、バスケットボールなど。

## 来歴
ミュージカル「アニー」の2003年度アニー役。
2005年4月から2007年3月30日まで、平日朝のテレビ東京系番組『おはスタ』（7:05～7:30までの「スーパーライブ」）に「おはガールキャンディミント」の「まどか」として、まあり（麻亜里）、みづき（菅澤美月）と日替わりで出演した。メンバーの交代がなく2年連続でおはガールを務めたのは、このキャンディミントが初めてであった。『おはコロシアム』は3人の1ヶ月交代で出演した。また、映画『アイス・エイジ2』でシカの子どもの日本語吹き替えを担当した。アニー主役経験者のおはガールは内田莉紗以来、3年ぶりであった。
2007年よりレプロエンタテインメントのアイドルグループ・9nineに新メンバーとして加入。2007年3月21日に9nineのデビューアルバム「first 9」でグループの一員としてメジャーCDデビュー。
2010年8月31日、9nineを脱退。
2022年6月30日、レプロエンタテインメントとのマネジメント契約満了

## 人物
- 読売テレビアナウンサーの諸國沙代子とは、小学生の頃からの親友であることをTwitterで述べている。

## 出演
※9nine名義のものは9nineの頁を参照。

### テレビドラマ
- 四つの嘘（2008年7月10日 - 9月4日、テレビ朝日） - 戸倉美波（羽田美智子）の高校生時代役
- 赤い糸（2008年12月20日、フジテレビ） - 生徒 役
- 警視庁捜査一課9係 season12 第2話（2017年4月19日、テレビ朝日） - ホステス：エリカ 役
- せいせいするほど、愛してる 第9話（2016年9月13日、TBS）
- 連続テレビ小説 ひよっこ（NHK、2017年） - 女子工員 役
- 人は見た目が100パーセント 第5話（2017年5月11日、フジテレビ）
- 母になる 第6話（2017年5月17日、日本テレビ）
- コード・ブルー -ドクターヘリ緊急救命-THE THIRD SEASON（2017年7月17日 - 9月18日、フジテレビ） - 広田扶美 役
- 警視庁・捜査一課長 season3 第9話（2018年6月7日、テレビ朝日） - ホステス：乙部美栄 役

### テレビ番組
- ジュニアでGO!（2004年、エンタ!371）
- Jチェキ!（2004年 - 2009年、エンタ!371）
- おはスタ（2005年4月 - 2007年3月30日、テレビ東京）
- おはコロシアム（2006年4月 - 2007年、テレビ東京）
- 明石家さんちゃんねる（2007年2月14日、TBSテレビ）
- ザ・ワイド（2007年3月30日、日本テレビ）

### 舞台
- 「アニー」（2003年4月26日 - 5月11日、青山劇場） - スマイル組主演・アニー 役
- アリスインプロジェクト「まなつの銀河に雪のふるほし[1]」（2012年2月29日 - 3月4日、新馬場・六行会ホール） - 星組 春野弥生 役
- アリスインプロジェクト「時空警察ヴェッカーχ 彷徨のエトランゼ」（2012年6月20日 - 24日、新馬場・六行会ホール） - 平野広海 役
- 「Girls Rocketeer[2][3]」（2013年1月23日 - 27日、中野ザ・ポケット） - 花沢麗 役
- 「殺人鬼フジコの衝動」（2013年4月17日 - 21日、俳優座劇場）
- ざ☆くりもん第3回本公演「高松心中～坊主と花魁の四十九日～」（2013年7月10日 - 15日、池袋・シアターグリーン BOX in BOX THEATER） - 高松花魁（ヒロイン） 役
- アリスインプロジェクト「時空警察ヴェッカー改  ノエルサンドレ[4]」（2014年4月23日 - 27日、下北沢・小劇場B1） - 山根亜美 役
- 劇団マツモトカズミ第三回公演 「読モの掟!　結婚の偏差値舞台編スピンオフ」（2014年5月28日 - 6月1日、新宿村LIVE）
- アリスインプロジェクト「ヨルハ Ver. 1.1[5]」（2015年5月26日 - 30日、西新宿・新宿村LIVE） - デルタ部隊 司令官 役
- キ上の空論「青の凶器、青の暴力、手と手。この先、」（2017年8月31日 - 9月3日、池袋・東京芸術劇場シアターウェスト） - アズミ 役

### コンサート
- アニー クリスマスコンサート（2003年、2004年）
- U-15 Live Version Vol.5（2004年）
- U-15 Live Version Vol.8（2005年）

### 映画
- アイス・エイジ2（2006年、日本語吹き替え） - シカの子ども 役
- デスフォレスト 恐怖の森2（2015年） - オシロ 役
- デスフォレスト 恐怖の森3（2015年） - 白川琴美 役
- 劇場版コード・ブルー -ドクターヘリ緊急救命-（2018年） - 広田扶美 役

### スチール
- 駿台予備学校（2008年春 - ）

### DVD
- U-15 Films 永遠（2006年）
- 時間旅行（2007年11月28日、彩文館出版）

## 書籍

### 写真集
- 時間旅行（2007年9月、彩文館出版）ISBN 4-77-560247-0